# Henning Windhagen
Henning Windhagen (* 4. März 1965 in Essen) ist ein deutscher Orthopäde und Unfallchirurg. Er ist seit 2006 Direktor der Orthopädischen Klinik der Medizinischen Hochschule Hannover im Annastift und war 2014 Präsident der Deutschen Gesellschaft für Orthopädie und Orthopädische Chirurgie (DGOOC) sowie der Deutschen Gesellschaft für Orthopädie und Unfallchirurgie (DGOU).

## Leben
Henning Windhagen studierte von 1984 bis 1991 Humanmedizin an der Philipps-Universität Marburg und an der Universität Bern (Schweiz), wurde an der Marburger Universität 1992 mit der Dissertation Biomechanische Untersuchungen zur Schultereckgelenkstabilisierung: PDS-Fixation versus Drahtcerclage promoviert, war danach Post-Doctoral-Fellow in Orthopaedic Surgery and Biomechanical Sciences an der Harvard Medical School in Boston, USA, sowie Stipendiat der Else-Kröner-Fresenius-Stiftung und der B. Braun-Stiftung. Nach seiner Zeit als Assistenzarzt in der Klinik für Unfallchirurgie an der Humboldt-Universität Berlin und am Virchow-Klinikum der Charité wurde Windhagen 1996 Facharzt für Orthopädie und wissenschaftlicher Mitarbeiter der Orthopädischen Klinik der Medizinischen Hochschule Hannover (MHH), wo er 2001 habilitierte. 2004 erhielt er einen zusätzlichen Lehrauftrag für Biomedizintechnik an der Universität Hannover. Seit 2006 ist Windhagen Ordinarius für Orthopädie an der MHH sowie Direktor der Orthopädischen Klinik und des Labors für Biomechanik und Biomaterialien. 2007 übernahm Windhagen die Co-Leitung des Forschungszentrums CrossBIT  (Querschnittszentrum für Biomaterialien, Implantatimmunologie und Medizintechnik) und 2008 die Leitung des OrthoGO (Institut für orthopädische Gang- und Bewegungsanalyse). Seit 2009 ist er Ärztlicher Geschäftsführer der Orthopädischen Klinik der MHH im Annastift. Daneben ist Windhagen seit 2012 Vorstandsmitglied des Niedersächsischen Zentrums für Implantatforschung und Entwicklung (NIFE).

## Forschung und Klinik
Die Forschungsschwerpunkte von Henning Windhagen sind Implantatforschung, Computer-assistierte Chirurgie (CAS, Navigation), Biomechanik und Oberflächenbeschichtungen, Wachstumsfaktoren und Cytokin-Interaktionen, Resorbierbare Biomaterialien und Osteonekrosen.
Henning Windhagen beschäftigt sich mit Hüft- und Kniechirurgie, insbesondere mit künstlichem Gelenkersatz und Revisionsendoprothetik.

## Funktionen
Von 2008 bis 2011 war Henning Windhagen Schatzmeister der Gesellschaft für Extremitätenrekonstruktion A.S.A.M.I-German. Ab 2009 war er bis 2011 Stellvertretender Leiter der Konferenz Orthopädischer Ordinarien. 2010 bis 2012 war Windhagen Vizepräsident der Sektion Grundlagenforschung der Deutschen Gesellschaft für Orthopädie und Orthopädische Chirurgie. Für 2014 wurde Windhagen zum Präsidenten der Deutschen Gesellschaft für Orthopädie und Orthopädische Chirurgie (DGOOC) und der Deutschen Gesellschaft für Orthopädie und Unfallchirurgie (DGOU) gewählt. Windhagen ist auch Präsident der Association for Orthopaedic Research (AFOR) und Schriftführer der AE - Deutschen Gesellschaft für Endoprothetik.
Henning Windhagen ist Gutachter für die Alexander von Humboldt-Stiftung, Reviewer für die Fachzeitschriften Journal of Orthopaedic Research, Clinical Orthopaedics and Related Research (CORR) und Biomaterials, Mitherausgeber der Zeitschrift für Orthopädie und Traumatologie und im wissenschaftlichen Beirat der Zeitschrift Der Orthopäde.

## Ehrungen und Auszeichnungen
- 1990: Wissenschafts-Posterpreis der Deutschen Gesellschaft für Unfallchirurgie (DGU)
- 1999: Wissenschafts-Posterpreis, Sektion Grundlagenforschung der Deutschen Gesellschaft für Orthopädie und Traumatologie (DGOT)
- 1999: Innovationswettbewerb zur Förderung von Medizintechnik, Förderprogramm des Bundesministeriums für Bildung und Forschung (BMBF)
- 2010: Innovationswettbewerb zur Förderung der Medizintechnik, Förderprogramm des Bundesministeriums für Bildung und Forschung (BMBF)

## Ausgewählte Publikationen
- F. Witte, V. Kaese, H. Haferkamp, E. Switzer, A. Meyer-Lindenberg, C. J. Wirth, H. Windhagen: In vivo corrosion of four magnesium alloys and the associated bone response. In: Biomaterials. 26, 2005, S. 3557–3563, PMID 15621246.
- T. Floerkemeier, C. Hurschler, F. Witte, M. Wellmann, F. Thorey, U. Vogt, H. Windhagen: Comparison of various types of stiffness as predictors of the load-bearing capacity of callus tissue. In: The Bone and Joint Journal. 87, 2005, S. 1694–1699, PMID 16326889.
- F. Witte, J. Fischer, J. Nellesen, H. A. Crostack, V. Kaese, A. Pisch, F. Beckmann, H. Windhagen: In vitro and in vivo corrosion measurements of magnesium alloys. In:  Biomaterials. 27, 2006, S. 1013–1018, PMID 16122786.
- S. Meyer, T. Floerkemeier, H. Windhagen: Histological osseointegration of Tutobone((R)). First results in human. In: Archives of Orthopaedic and Trauma Surgery. Springer Verlag, 2007.
- T. Floerkemeier, M. Wellmann, F. Thorey, C. Hurschler, F. Witte, H. Windhagen, S. Meyer, T. Floerkemeier, H. Windhagen: Histological osseointegration of a calciumphosphate bone substitute material in patients. In: Biomed Materials Eng. 17, 2007, S. 347–356, PMID 18032816.
- C. Hurschler, F. Seehaus, J. Emmerich, B. L. Kaptein, H. Windhagen: Comparison of the model-based and marker-based roentgen stereophotogrammetry methods in a typical clinical setting. In: The Journal of Arthrosplasty. 24(4), 2009 Jun, S. 594–606, PMID 18676114.
- T. Floerkemeier, M. Wellmann, F. Thorey, C. Hurschler, F. Witte, H. Windhagen: Comparison of bone mineral parameter measurements by dual-energy x-ray absorptiometry with bone stiffness measurements as indicators of the load-bearing capacity of regenerating bone. In: Journal of Orthopaedic Trauma. Volume 24, Issue 3, March 2010, S. 181–187.
- F. Thorey, K. Weinert, A. Weizbauer, F. Witte, E. Willbold, I. Bartsch, A. Hoffmann, G. Gross, C. Lorenz, H. Menzel, H. Windhagen: Coating of titanium implants withcopolymer supports bone regeneration: a comparative in vivo study in rabbits. In: J Appl Biomater Biomech. 9(1), 2011 Jan–Apr, S. 26–33. doi: 10.5301/JABB.2011.7731, PMID 21607935.
- H. Waizy, J. Diekmann, A. Weizbauer, J. Reifenrath, I. Bartsch, V. Neubert, R. Schavan, H. Windhagen: In vivo study of a biodegradable orthopedic screw (MgYREZr-alloy) in a rabbit model for up to 12 months. In: J Biomater Appl. 28 (5), 2013 Jan 3, S. 667–675, PMID 23292720.
- H. Windhagen, K. Radtke, A. Weizbauer, J. Diekmann, Y. Noll, U. Kreimeyer, R. Schavan, C. Stukenborg-Colsman, H. Waizy: Biodegradable magnesium-based screw clinically equivalent to titanium screw in hallux valgus surgery: short term results of the first prospective, randomized, controlled clinical pilot study. In: BioMedical Engineering OnLine. 2013 3 July. Springer Verlag, S. 12–62.